# Blacozona psichora
Blacozona psichora är en stekelart som beskrevs av Van Achterberg 1976. Blacozona psichora ingår i släktet Blacozona, och familjen bracksteklar. Inga underarter finns listade.